# أحمد حمزة
أحمد حمزة (27 سبتمبر 1948 - 15 مارس 2011) هو مغني وملحن تونسي.

## حياته
ولد أحمد بحي برج النار بصفاقس، ونشأ في أسرة من ستة أولاد وأختين، وبدأ الدراسة بالمدرسة الفرنسية التونسية مونفيل. عمل والده عازفا على البيانو والمندولين والعود، وكان يستأجر الآلات الموسيقية ويدير مقهى غنائي، يعزف فيه الموسيقى التقليدية والاستماع إلى أسطوانات أم كلثوم القديمة ومحمد عبد الوهاب وصالح عبد الحي.، قرر حمزة ترك المدرسة لمساعدة والده في المقهي. وامكنه التعامل مع البيئة الفنية المحلية وبدء مسيرته الموسيقية المبكرة من خلال استضافة حفلات الزفاف والختان.

## مسيرته
- يعد حمزة مجددا للأغنية الشعبية التونسية.[4][5]
- تتلمذ حمزة علي يد الهادي الشنوفي ووناس كريّم ومحمّد النابلي ومحمّد علولو ومحمّد بودية، وعمل عازفا في الفرق الوتريّة الصّفاقسيّة.
- وبسبب نجاحه في الاختبار الصّوتي الذي مكّنه من الانضمام إلى المجموعة الصّوتيّة لفرقة المحطّة الإذاعيّة سنة 1957 في عهد البشير المهذبي.[6]

- فاز حمزة عام 1958 بجائزة مهرجان المرجان بمدينة طبرقة بأغنيته يا طبرقة يا أهل الخير يا درّة في تاج بلادي كلمات عبد العزيز الرّياحي.[7][8]
- التقى أحمد حمزة الملحن المصري محمّد عبد الوهاب في رحلته الأولى إلى القاهرة سنة 1958، وتأثر به.
- عاد في سنة 1961 إلى حي برج النار وأقام أوّل محطّة موسيقية إذاعيّة بصفاقس وكان أول مدير لها عبد العزيز عشيش.
- تولى حمزة تسجيل البحور الطرقيّة مثل العامريّة والسّلاميّة التي كان يحفظها محمّد بوديّة وعزف على المزمار.
- ألف فرقة موسيقيّة بالإذاعة بقيادة محمّد علولو إلى جانب ألحانه.[9][10]
- إتجه حمزة سنة 1963 إلي مصر ضيفا على التلفزيون المصريّ، الذي بدأ إرساله التجريبي، وسجّل عدّة أغان تونسيّة منها شهلولة وخنّابة وهي هي مولاة الخلة الخمريّة، وحرص على استقدام فرقة موسيقيّة من عازفين تونسيّين بقيادة عبد الحميد بنعلجية.
- زار مصر مرة ثانية في عام 1969 بمناسبة احتفالات تأسيس مدينة القاهرة على يدي الخليفة المعزّ لدين الله الفاطمي وساهم قبل ذلك في بعث فرقة الأندلس مع عبد الحميد بنعلجية، لاحياء الحفلات العامّة والخاصّة.
- زار حمزة العديد من البلدان العربيّة مثل المغرب والجزائر التي زارها مع شافية رشدي في رحلته ثم ليبيا والسّودان وسوريا، وسجّل أغنيتين من ألحان سهيل عرفة.
- غنّى حمزة مع المغني عبد الحليم حافظ في قصر المؤتمرات بباريس سنة 1974.[11][12][13][14]